# Římskokatolická farnost Květov
Římskokatolická farnost Květov, dříve sídlící v Červené nad Vltavou (latinsky Czervena), je územní společenství římských katolíků v Květově a okolí. Organizačně spadá do vikariátu Písek, který je jedním z deseti vikariátů českobudějovické diecéze.

## Historie farnosti
V Červené nad Vltavou byla plebánie založena v roce 1355, po husitských válkách byla farnost obnovena roku 1729. V roce 1959 bylo sídlo farnosti přeneseno do Květova, kde předtím od roku 1894 byla expozitura. Matriky jsou vedeny od roku 1730.

## Kostely a kaple na území farnosti
| Kostel (kaple)             | Místo                 | Bohoslužby | Bohoslužby | Poznámka        |
| -------------------------- | --------------------- | ---------- | ---------- | --------------- |
| kostel sv. Jana Křtitele   | Květov                | neděle     | 9.30       | farní kostel    |
| kostel sv. Bartoloměje     | Červená nad Vltavou   |            |            | filiální kostel |
| kaple sv. Jana Nepomuckého | Kučeř                 |            |            |                 |
| kaple Panny Marie          | Květov                |            |            |                 |
| kaple sv. Huberta          | Květov – Tyrolský dům |            |            |                 |
| kaple                      | Osek                  |            |            |                 |
| kaple Nejsvětější Trojice  | Velká                 |            |            |                 |
| kaple Panny Marie          | Vůsí                  |            |            |                 |

## Ustanovení ve farnosti
Administrátorem excurrendo je P. Mgr. Ing. Řehoř Jiří Žáček OPraemŘímskokatolická farnost Milevsko.